# کلیفات
در کابالای لوریایی و قبالای هرمسی کلیفات (عبری: קְלִיפּוֹת‎) نیروهای منفی شیطانی در عرفان یهودی هستند. این نیروها متضاد سفیروتها در درخت زندگی هستند. دنیای شیطانی همچنین به نام سیترا آچرا (آرامی: סִטְרָא אַחְרָא به معنی طرف دیگر) شناخته می‌شود.

## در زوهر
کلیفات برای اولین بار در زوهر ذکر شده‌است، جایی که آنها را به عنوان آفریده شده توسط خدا توصیف کرده‌اند تا به عنوان یک ظرف عمل کند. این متن متعاقباً تفسیری باطنی از متن کتاب پیدایش ۱:۱۴ را بازگو می‌کند، که توصیف می‌کند خداوند ماه و خورشید را خلق کرده تا به‌عنوان «مصابیح» در آسمان ایجاد کرد. این آیه از یک املای معیوب کلمه عبری برای «مصابیح» استفاده می‌کند، که در نتیجه یک شکل نوشتاری مشابه با کلمه عبری «نفرین» است. در متن زوهر، به تفسیر آیه به عنوان «لعنت» خواندن ماه و خورشید اهمیت عرفانی داده شده‌است، که با توصیف ماه در حال فرود آمدن به قلمرو بریعه، جایی که شروع به کوچک شمردن خود و کم رنگ شدن خود کرد، تجسم یافته‌است. تاریکی ایجاد شده زاینده کلیفات می‌شود. با انعکاس این، آنها از این پس به‌طور کلی مترادف با خود "تاریکی " هستند.
بعداً، زوهر نام‌های خاصی را برای برخی از کلیفات می‌گذارد، و آنها را به عنوان همتای شیطانی سفیروت معینی منتقل می‌کند: مشچیت (عبری: מַשְׁחִית‎ mašḥīṯ، "ویرانگر") به چسد، آف(عبری: אַף‎ ʾap̄، "خشم") به گبورا، و چمه (عبری: חֵמָה‎ حما، «غضب») به تیفرت. همچنین آوون را نامگذاری کرده‌است (عبری: עָוֹן‎ ʿāvōn، "عصمت")، توهو (عبری: תֹהוּ‎ ṯōhū، "بی شکل")، بوهو (عبری: בֹהוּ‎ ḇōhū، "باطل")، Esh (عبری: אֵשׁ‎ ēēš، "آتش")، و تهوم (عبری: תְּהוֹם‎ təhōm، "عمیق")، اما آنها را به هیچ سفیرا مرتبط ربط نمی‌دهد. اگرچه زوهر روشن می‌کند که هر یک از سفیروت و کلیفات تناظر یک به یک دارند، حتی به دلیل داشتن معادل پارتزوفیم، همه نام‌های آنها را ذکر نمی‌کند.

## در کابالای لوریایی
در کیهان‌شناسی کابالیستی آیزاک لوریا، کلیفات «پوسته‌ها» یا «پوسته‌های» استعاری هستند که تقدس را احاطه کرده‌اند. آنها موانع روحی فطری برای تقدس هستند و وجود خود را فقط به صورت بیرونی و شرایطی از خداوند دریافت می‌کنند نه به صورت درونی و مستقیم. از این نظر، کلیفات عملکرد کمی مفید دارد، همان‌طور که پوست از میوه محافظت می‌کند، بنابراین کلیفات از نظر فنی از پراکنده شدن جریان الوهیت (مکاشفه وحدت واقعی خدا) با نفوذ در تمام جنبه‌های مختلف خلقت جلوگیری می‌کند. با این وجود، در نتیجه، کلیفات این قداست را پنهان می‌کند، و بنابراین مترادف با آنچه مخالف تفکر یهودی است، مانند بت‌پرستی، ناپاکی، رد وحدت الهی (دوآلیسم)، و با سیترا اچرا، قلمرو درک شده در مقابل تقدس است. کلیفات مانند همتایان مقدس خود در یک سدر هیشتالشلوس (زنجیره هستی) نزولی از طریق زیمزم (عمل خدا در انقباض اور این سوف، "نور بی نهایت" به منظور فراهم کردن فضایی برای خلقت ظاهر می‌شود. کابالا بین دو "قلمرو" در کلیفات، سه کلیفات کاملاً ناخالص تمایز قائل می‌شود (عبری: הַטְמֵאוֹת‎ هتمعوت، به معنای لغوی "نجس ها") و باقیمانده کلیفات متوسط (عبری: נוֹגַהּ‎ nōgah، به معنای واقعی کلمه "نور"). کلیفات نوگاه "قابل بازخرید" هستند و می‌توان آنها را اصلاح و تصعید کرد، در حالی که کلیفات هتمعوت فقط با نابودی خود آنها را می‌توان بازخرید کرد.
شبیه به تعبیر خاصی از درخت زندگی کابالیستی، کلیفات گاهی اوقات به عنوان مجموعه ای از دایره‌های متحدالمرکز تصور می‌شود که نه فقط جنبه‌های خدا، بلکه یکدیگر را نیز احاطه کرده‌است. چهار اصطلاح متحدالمرکز آنها برگرفته از عبارات مختلفی است که در رؤیای معروف حزقیال از تخت خدا (حزقیال ۱: ۴) به کار رفته‌است، که خود کانون مکتبی از اندیشه عرفانی یهودی است، "و نگاه کردم و دیدم که گردبادی از آن بیرون آمد. شمال، ابر بزرگی بود و آتشی در خود فرو می‌رفت و نوری در اطراف آن بود. . " گردباد، ابر بزرگ، و آتش در حال تاشو با سه کلیفات «نجس» فوق‌الذکر همراه است، با «روشنایی» مرتبط با کلیفات «واسطه». در کابالای قرون وسطی، اعتقاد بر این بود که شخینا (حضور خدا) توسط گناهان انسان از سفیرو جدا می‌شود، در حالی که در کابالای لوریایی اعتقاد بر این بود که شخینا به دلیل «شکستن» الوهیت به توهو و تیکون به کلیفات تبعید شده‌است. که بخشی طبیعی از مدل کیهانی آفرینش آن است. این به نوبه خود باعث می‌شود که «جرقه‌های تقدس» مختلف سفیروت نیز در قلیپ‌پات تبعید شوند و در نتیجه باعث می‌شود که این کلیفات مربوطه به صورت کلیفات nogah یا کلیفات hatme'ot ظاهر شوند. از آنجا کلیفات نوگاه با رعایت میتزوه بازخرید می‌شود، در حالی که کلیفات نوگاه به‌طور غیرمستقیم با رعایت ممنوعیت‌های منفی که در احکام ۶۱۳ بیان شده‌است، «بازخرید» می‌شود. علاوه بر زندگی صالح، توبه واقعی همچنین اجازه می‌دهد که کلیفات بازخرید شود، زیرا به‌طور گذشته گناه را به فضیلت و ظلمت را به نور تبدیل می‌کند و در نتیجه زندگی را ازکلیفات سلب می‌کند. طبق دکترین لوریان، زمانی که تمام جرقه‌های قدوسیت از قفل آزاد شوند، دوران مسیحایی آغاز خواهد شد.
در فلسفه حسیدی، است که توسط ایده‌های طبیعت محور و وحدتگرا تفکر، کلیفات به عنوان یک نماینده از نهایت مشاهده acomistic خود آگاهی از خلقت است. طرح کابالیستی کلیفات به عنوان یک تمرین روانشناختی، با تمرکز بر خود، در مقابل devekut، یا تمرین «خود ابطال» به منظور درک بهتر تفکر عرفانی، درونی می‌شود.

## نظر جادویی هرمتیک قبالا
در برخی از دیدهای غیریهودی قبالای هرمسی، تماس با کلیفات بر خلاف ممنوعیت یهودی اخلاقی - عرفانی، به عنوان بخشی از روند دانش انسان از خود است. در مقابل، کابالای عملی یهودیان مذهبی توسط تمرین‌کنندگان آن شبیه به جادوی سفید درک می‌شد که تنها به تقدس دسترسی داشت، در حالی که خطر در چنین اقدامی که از آمیختن جادوی ناخالص وجود داشت، تضمین می‌کرد که این عمل جزئی و محدود در تاریخ یهود باقی بماند.

### تفسیر ساموئل مک گرگور متزر
کریستین کر فون روزنروث لاتین Kabbala denudata (1684) (ترجمه کابالای رونمایی شده توسط مک گرگور ماترز) این نیروها را برابر با پادشاهان ادوم می‌داند و همچنین پیشنهاد می‌کند که آنها نتیجه عدم تعادل نسبت به گدولا، ستون رحمت یا جنبه رحمانی خدا، و از آن زمان نابود شده‌است.
در آموزه‌های هرمسی بعدی، کلیفات، مانند سفیروت، تمایل داشتند که به‌عنوان عوالم یا موجودات عرفانی تعبیر شوند و با ایده‌هایی که از شیطان‌شناسی به دست می‌آیند ادغام شوند.
در اغلب توصیف، هفت بخش از وجود دارد جهنم (هاویه به یا Tehom؛ ABADDON یا Tzoah Rotachat ; Be'er Shachat (בְּאֵר שַׁחַת، Be'er Shachath - "گودال فساد") یا Mashchit؛ بور Shaon به (בּוֹר שָׁאוֹן - "مخزن صدا ") یا چرخ ریسک هکتار Yaven (טִיט הַיָוֵן -" گل چسبیده ")؛ دومه یا Sha'are Mavet (שַׁעֲרֵי מָוֶת، Sha'arei Maveth -" دروازه‌های مرگ ")؛ Neshiyyah (נְשִׁיָּה -" فراموشی "،" Limbo ") یا Tzalmavet؛ و Eretz Tachtit (אֶרֶץ תַּחְתִּית، Erets Tachtith - "پایین‌ترین زمین") یا Gehenna), دوازده دستور کلیفاتیک قبل از شیاطین و قدرت سه تایی دو دیو که با ۲۲ حرف الفبای عبری مطابقت دارند.

### کراولی، رگاردی و هایدریک
با توجه به آلیستر کراولی، سه شکل شیطانی (قبل از سمائیل)، گفته می‌شود قمتیال، بلیال، و اوتیل.
به گفتهٔ اسرائیل رگاردی، «درخت کلیفات» از ۱۰ کره در تقابل با سفیروت روی درخت زندگی تشکیل شده‌است. به این دوقلوهای شیطانی نیز گفته می‌شود. آنها همچنین «شیاطین شیطانی ماده و پوسته‌های مردگان» هستند.
بیل هیدریک تفسیر خود را در مورد درخت وارونه ارائه می‌دهد و می‌گوید که املاها «بیشتر بازسازی با جایگزین هستند. با این وجود، اعتقاد بر این است که اکثر موارد فوق اگر کامل نباشند حداقل مناسب هستند. او همچنین ادامه می‌دهد که «این نام‌ها گاهی اوقات به جای دستورات شیطانی، «سفیروث نامطلوب» خوانده می‌شود. ا.ی. ویت این نکته را بعداً در کتاب کابالای مقدس خود، صفحه ۲۵۶ بیان می‌کند."

## در فرهنگ عامه
- کلیفات نقش مهمی در مکمل "Book of the Fallen" برای Mage: The Ascension، نسخه بیستمین سالگرد دارد. نفاندی‌ها (جادوگران شیطانی) سفری معنوی را طی می‌کنند که بسیار تحت تأثیر ایده‌های موجود در کلیفات قرار گرفته‌اند.
- یک درخت شیطانی به نام کلیفات در بازی ویدیویی Devil May Cry 5 2019 ظاهر می‌شود. شیطان Urizen (نیمه شیطانی Vergil) از میوه خود برای به دست آوردن قدرت بیشتر استفاده می‌کند.
- در رمان تصویری Dies Irae در سال ۲۰۰۷، یکی از آنتاگونیست‌ها قدرتی به نام «کلیفات Bacikal» دارد.
- منطقه جهان اختری از تاریکی است که به نام کلیفات در از جا دررفته.
- در Fullmetal Alchemist، درب حقیقت ادوارد الریک توسط کلیفات مشخص می‌شود.
- در Persona 5، منطقه پایانی بازی "کلیفات World" نام دارد.
- در شبدر سیاه، دانته، رهبر گروه آنتاگونیست Dark Triad، از یک کانال جادویی بین دنیای اموات و دنیای منظم به نام «درخت کلیفات» نام می‌برد که به «شیاطین» اجازه می‌دهد تا در سراسر جهان سرازیر شوند.
- در سرنوشت / Grand سفارش، یک ۲۰۱۵ آنلاین رایگان-به-بازی نقش بازی بازی‌های تلفن همراه، دارای یک شخصیت را در زیر «خارجی» کلاس بر اساس ابیگیل ویلیامز. فانتاسم نجیب او «کلیفات ریزوم» نام دارد.
- در Lobotomy Corporation، کلیفات واحدی است که پایداری رفتار یک ناهنجاری را با حداقل ۰ تعریف می‌کند که با شمارنده کلیفات در بالای هر واحد مهار نشان داده می‌شود. در ۰، غیرعادی محدودیت را نقض می‌کند.
- در "Neon Genesis Evangelion" 1997.
- در Counter:Side، کلیفات نام عاملی است که قهرمان داستان یو مینا دارد. به نظر می‌رسد منبع بسیار مرموز انرژی یا قدرت باشد. بیداری او چنان نابود کرد که عزیزترین دوستش را با آن کشت.
- در یو-گی-اوه! بازی با کارت‌های تجاری ، یک سری کارت به نام "Qliphort"، یک پورتمانتو کلیفات و قلعه وجود دارد. نام هر کارت مربوط به عضوی از کلیفات و مفهومی در محاسبات است.

## یادداشت
1. ↑  Zohar 1:19b, Sefaria
2. ↑  Zohar 1:20a
3. ↑  «Zohar 2:115b». بایگانی‌شده از اصلی در ۱۰ اکتبر ۲۰۲۱. دریافت‌شده در ۳۱ اکتبر ۲۰۲۱.
4. ↑  «Zohar 3:279b». بایگانی‌شده از اصلی در ۱۰ اکتبر ۲۰۲۱. دریافت‌شده در ۳۱ اکتبر ۲۰۲۱.
5. ↑  Zohar Chadash, Tikuna Kadma'ah 31, Sefaria
6. ↑  «Zohar 3:227a». بایگانی‌شده از اصلی در ۱۰ اکتبر ۲۰۲۱. دریافت‌شده در ۳۱ اکتبر ۲۰۲۱.
7. ↑  Ezekiel 1:4 (King James Version)
8. ↑  "The Kabbalah Unveiled: Greater Holy Assembly: Chapter XXVI: Concerning the Edomite Kings". Sacred-texts.com. Retrieved 2012-12-11.
9. ↑  (edit.) Boustan, Ra'anan S. Reed, Annette Yoshiko. Heavenly Realms and Earthly Realities in Late Antique Religions. Cambridge University Press, 2004.
10. ↑  Mew, James. Traditional Aspects of Hell: (Ancient and Modern). S. Sonnenschein & Company Lim. , 1903.
11. ↑  Lowy, Rev. A. Proceedings of the Society of Biblical Archaeology, Volume 10, "Old Jewish Legends of Biblical Topics: Legendary Description of Hell". 1888. pg. 339
12. ↑  Pusey, Rev. Edward Bouverie. What is of Faith as to Everlasting Punishment: In Reply to Dr. Farrar's Challenge in His ʻEternal Hope,' 1879. James Parker & Co. , 1881; pg. 102
13. ↑  Liber 777 by Aleister Crowley
14. ↑  The Golden Dawn by Israel Regardie
15. ↑  Magical Correspondences by Bill Heidrick